# Kambodjas flagga
Kambodjas flagga antogs första gången 20 oktober 1948, och återigen 29 juni 1993 när monarkin återinfördes efter en folkomröstning. Flaggan är horisontellt tredelad med två smalare blå band överst och nederst och ett bredare rött i mitten. Det röda bandet är dubbelt så brett som ett av de blå. Det vita templet mitt på flaggan är Angkor Wat. Flaggan används även som handelsflagga och örlogsflagga. Rött och blått är traditionella kambodjanska färger som sägs representera kungamakten respektive nationen. Vitt står för den buddhistiska religionen. Proportionerna är 2:3.

## Historik
Kambodjas historiska flaggor avspeglar landets turbulenta historia, där varje nytt styre har inneburit en ny flagga. Flaggan har sedan mitten av 1800-talet haft en avbildning av templet Angkor Wat i mitten. När den franska kolonialperioden upphörde 1948 behölls flaggans färger och motiv, men utformningen ändrades till en mer konventionell nationsflagga med horisontella band. Denna flagga fördes av kungariket Kambodja fram tills inbördeskriget. Efter att kung Norodom Sihanouk störtades av Lon Nol fick landet en ny flagga den 9 oktober 1970. I denna flagga var det röda fältet med templet en kanton mot blå duk, som dessutom hade fått tre stjärnorn. Under Röda khmerernas styre från 1975 till 1979 var flaggan röd, med en starkt stiliserad version av templet i gult. Avbildningen av templet ändrades något efter att Pol Pot-regimen störtades, men flaggans färger var fortsatt rött och gult fram till 1989. I och med nya grundlagen från 1 maj 1989 ändrades färgerna tillbaka till rött och blått, och avbildningen av templet gjordes mer traditionell. Under FN-administrationen 1992–1993 användes en ljusblå flagga med landets kartbild i vitt och landets namn på khmer. När monarkin återinfördes 1993 återtogs flaggan från 1948.

### Tidigare flaggor
| Flagga | Period               | Användes av                                             |
| ------ | -------------------- | ------------------------------------------------------- |
|        | 1863–1948            | Kambodjas flagga som franskt protektorat                |
|        | 1942–1945            | Kambodjas flagg under den japanska ockupationen         |
|        | 1948–1970, 1993–idag | Kungariket Kambodjas flagga                             |
|        | 1970–1975            | Khmerrepublikens flagga under inbördeskriget            |
|        | 1975–1979            | Demokratiska Kampucheas flagga (Kambodja under Pol Pot) |
|        | 1979–1989            | Folkrepubliken Kampucheas flagga                        |
|        | 1989–1991            | Staten Kambodjas flagga                                 |
|        | 1992–1993            | Kambodjas flagg under UNTAC, FN:s övergångsregering     |